# Kärrtorp (metrostation)
Kärrtorp is een station van de Stockholmse metro aan lijn T17 van de groene route. Het ligt bij het gelijknamige district op 5,5 spoorkilometer ten zuiden van het centrale station Slussen.
Zoals gebruikelijk bij een Tunnelbaneförstad (Zweeds voor metrovoorstad) ligt de ingang van het station aan het centrale plein van de buurt, hier het Kärrtorpsplan. In 1994 werd het perron opgesierd door de "lichtbakken met geheimschrift" van kunstenaar Björn Olséns.

## Galerij

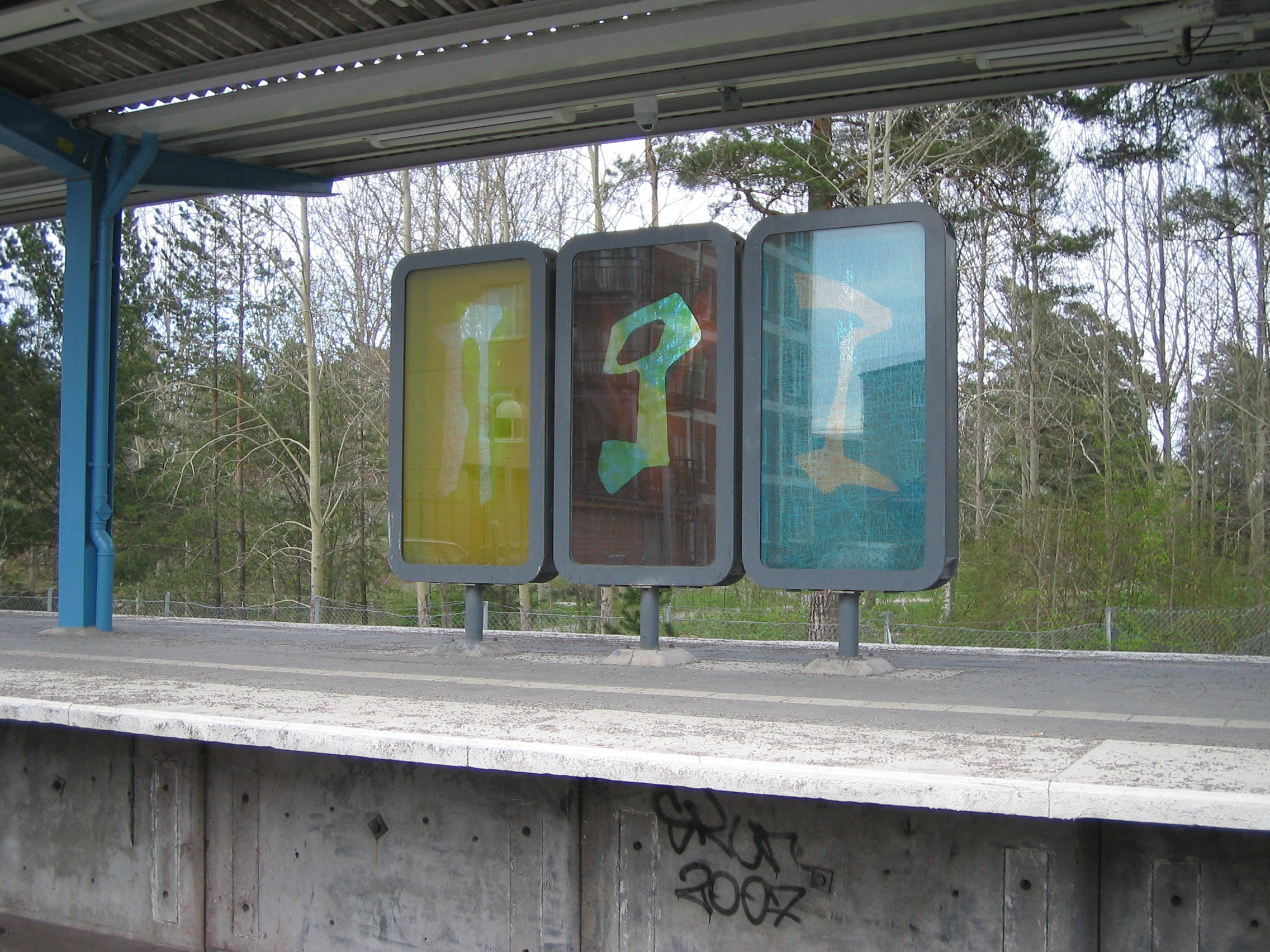
Lichtbakken met geheimschrift
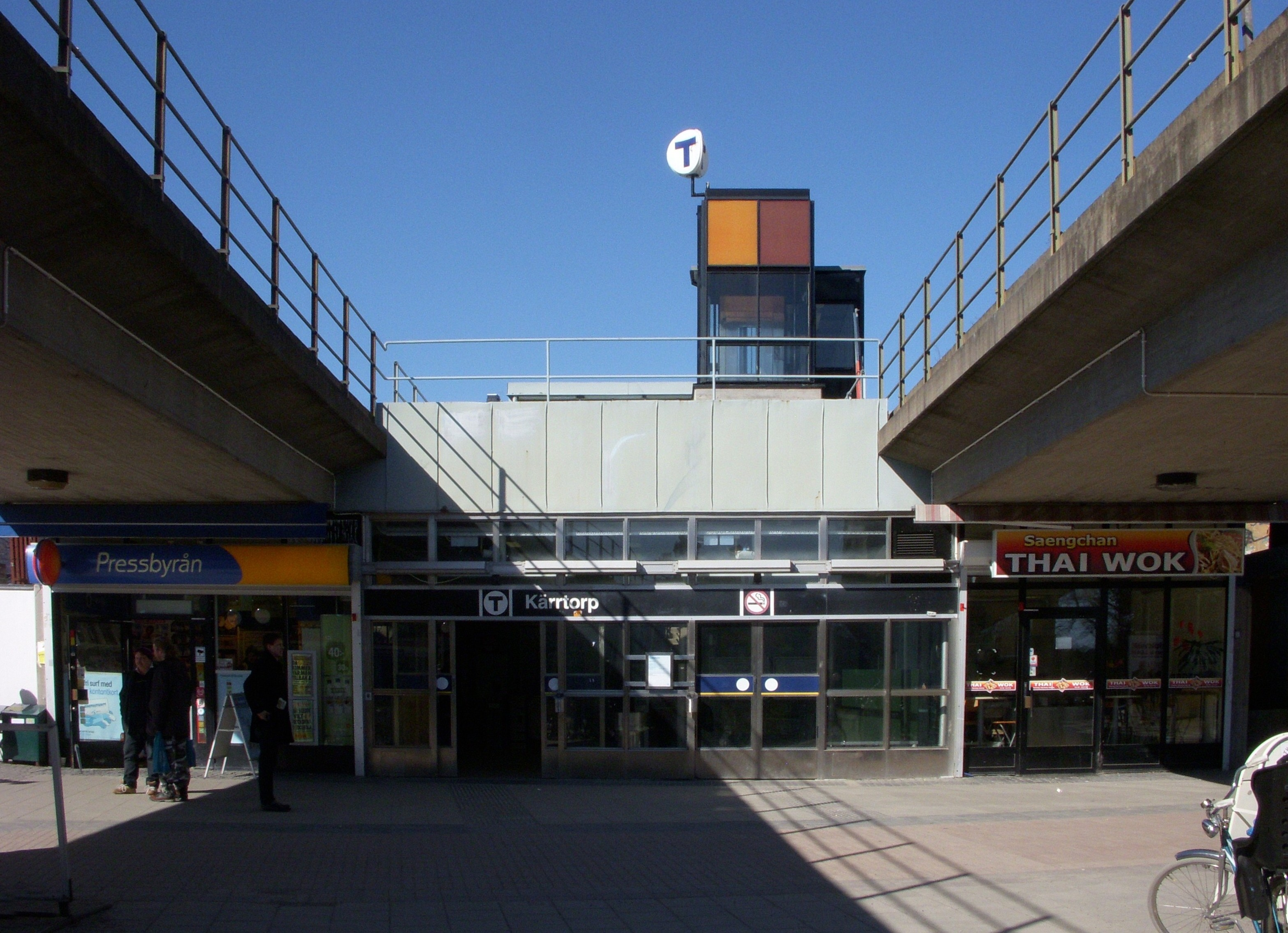
De ingang van het station

Åkeshov· 
Brommaplan·
Abrahamsberg· 
Stora Mossen· 
Alvik · 
Kristineberg · 
Thorildsplan  · 
Fridhemsplan · 
S:t Eriksplan · 
Odenplan  · 
Rådmansgatan  · 
Hötorget · 
T-Centralen ·  
Gamla Stan · 
Slussen · 
Medborgarplatsen ·  
Skanstull · 
Gullmarsplan ·  
Skärmarbrink·  
Hammarbyhöjden·  
Björkhagen·  
Kärrtorp ·  
Bagarmossen·  
Skarpnäck